# Nomen illegitimum
Nomen illegitimum je izraz na latinskom jeziku kojim se u botanici označuje ime koje se valjano objavilo, s time da taj oblik nije sukladan jednim ili više pravila (čl. 6.4), posebice onih o prekomjernosti (čl. 52) i homonimiji (čl. 53 i 54). Kratica za ovaj izraz je nom. illeg. Pravila kojima "nepravilno" proturječi naziv su planci koje je odredio Međunarodni botaničarski kongres.
Nomen illegitimum može biti valjano ime, ali bi ga trebalo izbjegavati radi prioriteta sukladno odredbama Međunarodnog koda botaničkog nazivlja. Ime može biti suvišno u trenutku kad ga se objavilo ako takson već ima ime, pa je samo novo ime suvišno ili zato što se ime već primjenjuje za neku inu biljku (pa je homonim).